# Sunday
Sunday (lit. ‘Diumenge’) és una pel·lícula de televisió, de gènere dramàtic, de 2002 dirigida per Charles McDougall i escrita per Jimmy McGovern.
A l'obra es dramatitza els esdeveniments del Diumenge Sangnant a Derry, Irlanda del Nord, a través dels ulls de les famílies dels morts i ferits, concretament els de Leo Young, germà gran de John Young, que va ser assassinat aquell dia. L'escala de temps cobreix els esdeveniments dels anys anteriors al Diumenge Sagnant i els esdeveniments posteriors fins al tribunal Widgery inclòs.
Produïda per Sunday Productions per a Channel 4 i projectada el 25 de gener de 2002, la transmissió va ser seguida d'un debat en directe a l'estudi sobre els problemes relacionats. No obstant això, va ser eclipsada pel rival Bloody Sunday, mostrat vuit dies abans per ITV. Mentre que el Bloody Sunday d'ITV va filmar la majoria de les seves escenes a Ballymun a Dublín, la pel·lícula va filmar la majoria de les seves escenes a la mateixa ciutat de Derry. L'equip de producció va utilitzar els carrers i les zones on van succeir els fets reals del Diumenge Sangnant, com William Street, Creggan, el pont de Craigavon i Harvey Street, on el pare Edward Daly va ser filmat, en una escena coneguda, agitant un mocador tacat de sang escortant homes que portaven una de les víctimes, Jackie Duddy.
El febrer de 2007 va ser publicada en DVD al Regne Unit.
L'obra va ser el debut de Clare Crockett, que va deixar d'actuar per convertir-se en monja i va morir durant el treball missioner a l'Equador el 2016.